# Chariesthes basiflavipennis
Chariesthes basiflavipennis är en skalbaggsart som beskrevs av Stefan von Breuning 1938. Chariesthes basiflavipennis ingår i släktet Chariesthes och familjen långhorningar.
Artens utbredningsområde är Kenya. Inga underarter finns listade i Catalogue of Life.